# Tabula Regia din Târgu Mureș
Tabula Regia din Târgu Mureș (în maghiară Marosvásárhelyi Királyi Tábla) a fost tribunalul suprem al Transilvaniei. Instanța a funcționat în clădirea din strada Bolyai nr. 30 din Târgu Mureș, cunoscută și sub numele de Casa Kendeffy, în care își are astăzi sediul Tribunalul Mureș.

## Istoric
În anul 1754 sediul Tabulei Regia, suprema instanță de judecată din Transilvania, a fost mutat de la Mediaș la Târgu Mureș. În data de 13 noiembrie 1827, Tabula Regia și-a ținut prima ședință de judecată în noul sediu, acest eveniment fiind eternizat pe o tablă comemorativă din vestibul, cu următoarea inscripție:

“Sub fausto regimine

Francisci primi Caes. Aug.

Fide ed lege regnantis

Curiae M.P. Trans. Regiae

D.A.D. MDCCCXXVII

Themidi Sacrum.” 

(“Sub domnia fericită

A lui Francisc I, Augustul Împărat,

Domnește încrederea și legea

Tribunalul Marelui Principat al Transilvaniei

În Anul Domnului 1827

Sub sacerdoțiul zeiței Themis.”)
După Revoluția din 1989 clădirea Palatului Kendeffy a funcționat ca sediu a mai multor partide, între care a Uniunii Democratete Maghiare din România. În 19 martie 1990, în timpul conflictului interetnic din Târgu Mureș, clădirea în care s-au aflat mai mulți membri UDMR între care scriitorul András Sütő, a fost atacat și incendiat de manifestanți români transportați cu autobuze din zona Reghinului. În urma atacului maghiarii s-au retras în pod, unde s-au baricadat și au cerut ajutorul armatei. În ciuda promisiunilor verbale făcute de colonelul Ioan Judea, la părăsirea clădirii maghiarii au fost agresați de mulțime sub privirea pasivă al armatei. În urma agresiunii András Sütő și-a pierdut un ochi.

## Palatul Kendeffy

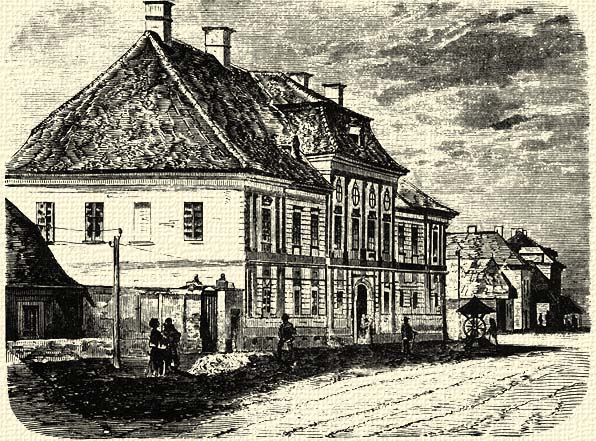
Palatul Kendeffy pe o gravură din 1868 apărută în cartea lui Balázs Orbán

Conform textului inscripției comemorative, Krisztina Bethlen, văduva contelui Elek Kendeffy, a isprăvit construcția acestui palat nobiliar impozant în 1789. Acesta fusese ridicat pe șirul de parcele învecinate achiziționate de familie pe aliniamentul sudic al străzii Szent Miklós (Sfântul Nicolae, azi Piața Bolyai). Prin contractul semnat la 1 iunie 1826 fiul contesei, Ádám Kendeffy a cedat palatul Tablei Regești (forul suprem de judecată al provinciei) primind în schimb două case în centrul orașului. Edificiul împreună cu clădirile anexe au fost reamenajate pentru a corespunde acestei funcții noi. Lucrările s-au executat conform proiectelor întocmite de inginerul topograf József Sófalvi și cu contribuția unor meșteri ca maistrul zidar Ignác Schaffner și maistrul dulgher Thomas Rupert. Palatul a rămas sediul Tablei Regești până la sfârșitul existenței Marelui Principat al Transilvaniei ca provincie Habsburgică autonomă (1849), dar și după această dată, practic până în zilele noastre, clădirea a găzduit în continuare instituții judiciare. Parcela pe care se situează palatul cuprindea inițial și clădiri anexe, respectiv o grădină de proporții, care se întindea până la actuala str. Retezatului – pe acest spațiu s-a construit ulterior, în perioada dualismului, Judecătoria și Penitenciarul.

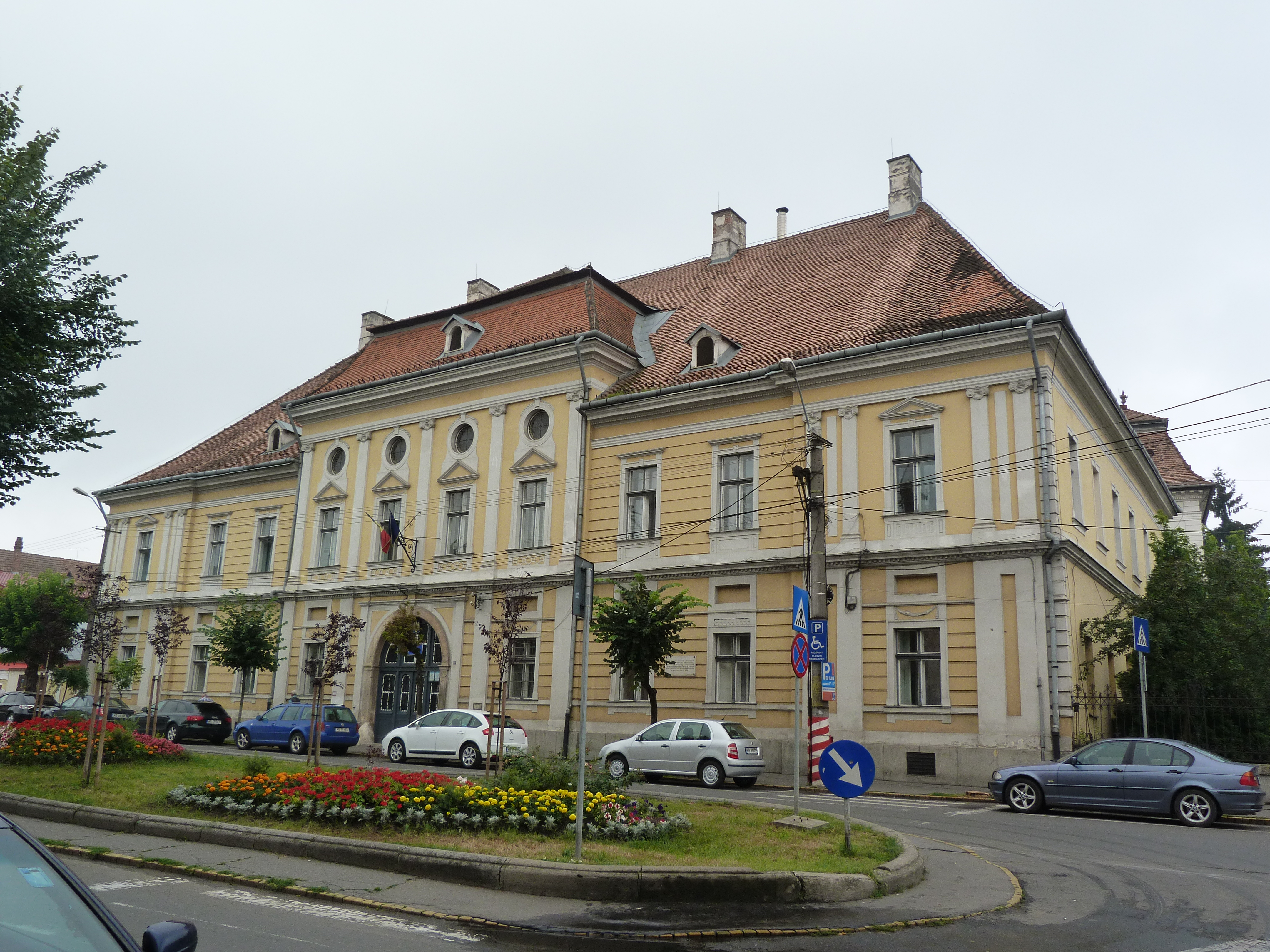
Vedere de ansamblu
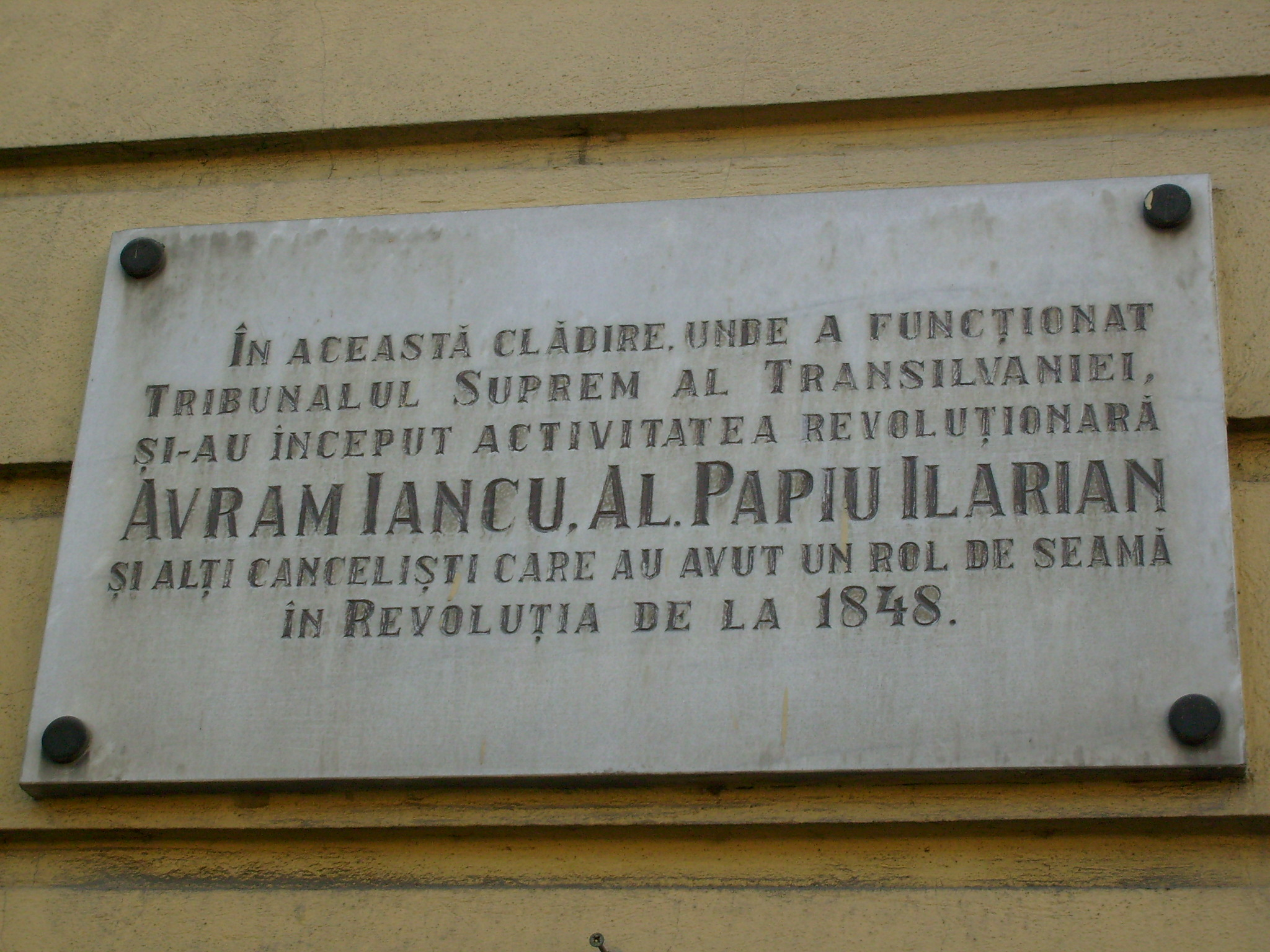
Placa memorială

## Varia
Placa memorială amplasată pe fațada clădirii are următoarea inscripție: 
„ÎN ACEASTĂ CLĂDIRE, UNDE A FUNCȚIONAT TRIBUNALUL SUPREM AL TRANSILVANIEI, ȘI-AU ÎNCEPUT ACTIVITATEA REVOLUȚIONARĂ AVRAM IANCU, AL. PAPIU ILARIAN ȘI ALȚI CANCELIȘTI CARE AU AVUT UN ROL DE SEAMĂ ÎN REVOLUȚIA DE LA 1848.”